# Castel del Monte (Abruzja)
Castel del Monte – miejscowość i gmina we Włoszech, w regionie Abruzja, w prowincji L’Aquila.
Według danych na rok 2004 gminę zamieszkuje 528 osób, 9,1 os./km².